# Ctenomys dorbignyi
Espèce
Statut de conservation UICN

 NT  : Quasi menacé
Ctenomys dorbignyi est une espèce de rongeurs de la famille des Ctenomyidae. Comme les autres membres du genre Ctenomys, appelés localement des tuco-tucos, c'est un petit mammifère d'Amérique du Sud bâti pour creuser des terriers. Ce rongeur est endémique d'Argentine où il est considéré comme étant presque en danger de disparition par l'UICN.
L'espèce a été décrite pour la première fois en 1982 par les zoologistes Julio Rafael Contreras et Andrés Oscar Contreras. Elle a été nommée en hommage à Alcide Dessalines d'Orbigny (1802-1857), un naturaliste, explorateur, malacologue et paléontologue français, célèbre pour son voyage en Amérique du Sud et ses travaux en paléontologie.

Répartition de Ctenomys dorbignyi en Argentine.